# Franco Ongarato
Franco Ongarato (nascido em 29 de maio de 1949) é um ex-ciclista italiano que competia em provas de ciclismo de estrada. Competiu nos Jogos Olímpicos de Munique 1972, onde não terminou na estrada individual.